# Gaițele
Gaițele (denumită inițial Cuibul de viespi) este o piesă de teatru de Alexandru Kirițescu, o comedie în trei acte.
Denumită inițial Cuibul de viespi a fost jucată în stagiunea 1929-1930 pe scena Teatrului Regina Maria. Piesa a fost apoi rescrisă, fiind jucată prima dată ca Gaițele pe scena Teatrului Național din București în 1932. După două decenii piesa a fost publicată pentru prima dată. 
Face parte dintr-o trilogie intitulată Trilogie burgheză, alături de Marcel și Marcel (sau Anișoara și ispita) și Florentina.

## Prezentare
Acțiunea are loc în Craiova. Actul I începe în locuința Anetei, unde, alături de surorile ei (Lena și Zoia), se află în mijlocul unui joc de cărți.
Prezintă povestea Anetei Duduleanu și a celor doi fii ai săi, Georges și Ianache, a surorilor sale și a nurorilor. Umorul este prioritar, iar textul urmărește să scoată în evidență lipsa de cultură a oamenilor bogați, care doresc numai călătorii și își petrec întreaga zi fără să facă absolut nimic. Descrie realitățile lumii noastre, indiferent de perioadă.

## Personaje
- Aneta Duduleanu
- Zoia
- Lena
- Collette Duduleanu
- Ianache Duduleanu
- Georges Duduleanu
- Wanda Maritii Arghiropol (Serafim)
- Mircea Aldea
- Margareta Aldea
- Fräulein
- Zamfira.

## Ecranizări
- 1987, Cuibul de viespi, regia Horea Popescu, cu Tamara Buciuceanu-Botez ca Aneta Duduleanu, Coca Andronescu ca Zoia, Raluca Zamfirescu ca Lena și Ovidiu Iuliu Moldovan ca Mircea Aldea, tânăr jurnalist.[3][4]
- 1993, Teatru TV, regia Nae Cosmescu[5] cu Draga Olteanu Matei ca Aneta Duduleanu, Leopoldina Bălănuță ca Zoia și Margareta Pogonat ca Lena.